# Spaghettification

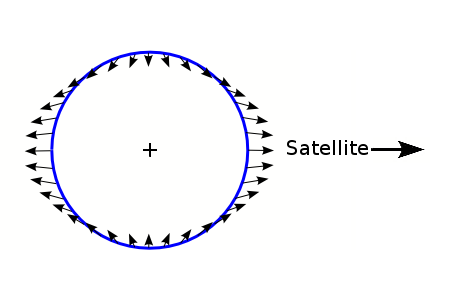
Effet de marée : Effets sur un corps sphérique dans un champ de gravitation produit par une source à droite (ou à gauche) du diagramme. Des flèches plus longues indiquent des forces plus fortes.

En astrophysique, la spaghettification  (parfois appelé l'effet de nouilles) est l'allongement d'un corps sous l'effet des forces de marées gravitationnelles lorsque celui-ci est plongé dans un trou noir. Cet étirement vertical des objets en formes minces et longues (un peu comme des spaghettis) dans un fort champ gravitationnel résulte d'une force de marée intense. Dans les cas extrêmes, près d'un trou noir, l'étirement est si puissant qu'aucun objet ne peut lui résister, quelle que soit la cohésion de ses composantes. Dans une petite région, la compression horizontale équilibre l'étirement vertical, de sorte que de petits objets spaghettifiés n'éprouvent aucun changement net du volume.
Dans son livre de 1988 Une brève histoire du temps, Stephen Hawking décrit le vol fictif d'un astronaute qui, passant dans l'horizon des événements d'un trou noir, est « étiré comme des spaghettis » par le gradient de gravité (différence de forces) de la tête aux pieds.
Cependant, le terme spaghettification a été établi bien avant ceci ; Nigel Calder, par exemple, l'utilise en 1977 dans son livre The Key to the Universe, repris dans le documentaire télé de la BBC : The Key to the Universe.

## Exemple simple

Explication de la spaghettification.

Les quatre objets suivent les lignes du champ gravitationnel, attirés vers le centre du corps céleste. Conformément à la loi inversement proportionnelle au carré de la distance, le plus bas des quatre objets éprouve la plus grande accélération de gravitation, de sorte que la formation entière s'étire comme un filament. Imaginez maintenant que les gouttes vertes dans le diagramme soient des parties d'un objet plus important. Un objet rigide résistera au développement d'une déformation élastique interne comme un corps solide pour équilibrer les forces de marée, maintenant un équilibre mécanique. Si les forces de marée sont trop importantes, le corps peut céder et se déformer plastiquement avant que les forces de la marée ne puissent être équilibrées ou contrées.

## Exemples de faible et forte force de marée
Dans un champ de gravité dû à une masse ponctuelle ou sphérique, pour une corde uniforme ou une tige orientée dans la direction de la gravité, la tension au centre est déterminée par la force de marée du centre à ses extrémités (voir magnitude de la force de marée). Ceci donne {\displaystyle {\frac {\mu Lm}{4R^{3}}}}, où :
- µ est le paramètre gravitationnel standard du corps massif,
- L est la longueur de la corde ou de la tige,
- m est sa masse,
- R est la distance au corps massif.

Pour des objets non uniformes, la tension « étirante » est d'autant plus petite que leur masse est près du centre, et jusqu'à deux fois plus importante si la masse est aux extrémités. De plus, il y a une force compressive horizontale vers le centre. Pour les corps massifs avec une surface, la force de tension est plus grande près de la surface et cette valeur maximale dépend seulement de l'objet et la densité moyenne du corps massif (tant que l'objet reste petit par rapport au corps massif). Par exemple, pour une corde avec une masse de 1 kg et une longueur de 1 m et un corps massif avec la densité moyenne de la Terre, cette force extensible maximale en raison de la force de la marée est seulement de 0,4 µN.
En raison de la haute densité d'une naine blanche, sa force de marée près de la surface est beaucoup plus forte, causant dans l'exemple ci-dessus une tension maximale jusqu'à 0,24 N. Près d'une étoile à neutrons les forces de marée sont aussi beaucoup plus fortes : si la corde est soumise à une tension de 10 000 N et chute vers une étoile à neutrons de 2,1 masses solaires, à proximité elle se déliterait, et se casserait à distance de 190 km du centre, bien au-dessus de la surface (le rayon moyen d’une étoile à neutrons est d'environ 12 km).
Aussi les objets du cas précédent seraient en réalité détruits par la chaleur, et non par les forces de marée, près d'un trou noir (on n'y suppose aucune matière à proximité) les objets seraient véritablement disloqués par les forces de la marée, parce qu'il n'y a aucune radiation. De plus, un trou noir n'a aucune surface pour stopper leur chute. Quand un objet est happé par un trou noir, l'augmentation de forces de marée est infinie, rien ne peut donc leur résister. Ainsi, l'objet happé est étiré en une bande mince de matière. Près de la singularité les forces de marée cassent même les molécules.

## À l'intérieur ou l'extérieur de l'horizon des événements
Le point auquel les forces de marée détruisent un objet ou tuent une personne dépend de la taille du trou noir. Pour un trou noir supermassif, comme ceux trouvés au centre d'une galaxie, ce point peut nous induire en erreur quant à l'horizon des événements, un astronaute peut passer cet horizon sans remarquer aucune perturbation et s'en tirer provisoirement, c'est seulement une question de temps, parce qu'une fois à l'intérieur d'un horizon d’évènement, tomber vers le centre est inexorable. Pour de petits trous noirs dont le rayon de Schwarzschild est beaucoup plus proche de la singularité, les forces de la marée tueraient même avant que l'astronaute n'atteigne l'horizon des évènements,. Par exemple, pour un trou noir de 10 masses solaires et la corde mentionnée ci-dessus à la distance de 1 000 km, la force d'étirement à mi-corde est 325 N. Elle se rompra à 320 km, bien à l'extérieur du rayon Schwarzschild de 30 km. Pour un trou noir de 10 000 masses solaires, elle se rompra à 3 200 km, bien à l'intérieur du rayon de Schwarzschild de 30 000 km.